# Јосаш (Арад)
Јосаш (рум. Iosaș) насеље је у Румунији у округу Арад у општини Гурахонц. Oпштина се налази на надморској висини од 181 m.

## Становништво
Према подацима из 2002. године у насељу је живело 266 становника, од којих су сви румунске националности.